# Kluyvera
El género Kluyvera engloba a bacterias Gram negativas de morfología bacilar, no ácido-alcohol resistentes y no esporuladas o esporuladoras, pertenecientes a la familia Enterobacteriaceae del orden Enterobacterales, perteneciente, a su vez, a la clase Gammaproteobacteria del phyllum Proteobacteria. Generalmente crecen bien en medios de cultivo con peptonas, extracto de carne o en agar MacConkey, con una temperatura de cultivo óptima de entre 22°C y 35 °C. Son bacterias anaerobias facultativas y mótiles mediante flagelos. Forman parte de la microbiota, micropoblación normal o microbioma intestinal y son responsables de producir infecciones oportunistas (patógenos oportunistas) ligadas a desequilibrios en la composición de dicha microbiota o a inmunodepresión o inmunosupresión del hospedador. Se encuentran, además, en el suelo y en aguas, y pueden ser indicadores de contaminación fecal.